# Aizuchi
Aizuchi (相槌?) è un termine giapponese che indica le frequenti interiezioni che vengono di solito usate durante una conversazione da parte di un ascoltatore per indicare che sta prestando attenzione e capisce ciò che il parlante gli comunica. Gli aizuchi, dall'uditorio giapponese, vengono percepiti come elementi retorici che rassicurano colui che parla, al contempo indicando che chi ascolta è attivo e coinvolto nella discussione.
Presso i locutori non madrelingua gli aizuchi sono spesso erroneamente interpretati come segni di consenso da parte dell'ascoltatore, a causa della presenza tra gli aizuchi delle seguenti espressioni:
- hai (はい?), ee (ええ?), oppure un (うん?) (modi per dire "sì", espressi con vari gradi di formalità)
- sō desu ne (そうですね?) (è così, no?)
- sō desu ka (そうですか?) (è così?)
- hontō (本当?), hontō ni (本当に?), maji (マジ?), oppure (nei dialetti del Kansai) homma (本真?) (davvero)
- naruhodo (なるほど?) (ho capito)

Le relazioni commerciali, in particolar modo, possono facilmente essere ostacolate dal fatto che le persone che parlano giapponese pur non essendo madrelingua percepiscono che la loro controparte giapponese dia segni di assenso e stia accettando tutti i loro suggerimenti, quando in realtà il giapponese sta solamente comunicando di aver capito la proposta.
Gli aizuchi possono anche avere la forma delle cosiddette "domande eco" esprimibili nella forma "sostantivo + desu ka". Dopo che un parlante A ha fatto una domanda, il parlante B può ripetere una parola chiave estratta dalla domanda stessa facendo in modo che sia seguita da "desu ka", per confermare ciò che sta dicendo il parlante A o più semplicemente per mantenere aperta la comunicazione mentre pensa ad una risposta. 